# Nennhausen
Nennhausen település Németországban, azon belül Brandenburgban. Lakosainak száma 1809 fő (2023. december 31.).

## Népesség
A település népességének változása:
| Lakosok száma | 1844 | 1856 | 1802 | 1819 | 1809 |
|               | 2017 | 2019 | 2021 | 2022 | 2023 |